# Proseč pod Ještědem
Proseč pod Ještědem es una localidad situada en el distrito de Liberec, en la región de Liberec, República Checa. Tiene una población estimada, a inicios de 2022, de 417 habitantes.
Está ubicada en la zona de los montes Jizera (Sudetes occidentales) y el río Jizera —un afluente derecho del río Elba—, y cerca de la frontera con Polonia y Alemania